# الغارب (الشغادرة)

تعديل مصدري - تعديل

الغارب هي إحدى قرى عزلة جبل الشغادرة بمديرية الشغادرة التابعة لمحافظة حجة، بلغ تعداد سكانها 445 نسمة حسب تعداد اليمن لعام 2004.